# Cecilia Bartoli
Cecilia Bartoli (ur. 4 czerwca 1966 w Rzymie) – włoska śpiewaczka, mezzosopran koloraturowy.

## Życiorys
Jej rodzice Silvana Bazzoni i Pietro Angelo Bartoli byli profesjonalnymi śpiewakami i to oni dawali jej pierwsze lekcje śpiewu. Studiowała w Conservatorio di Santa Cecilia w Rzymie.
Po raz pierwszy publicznie wystąpiła w wieku ośmiu lat w Tosce. Jej prawdziwy debiut operowy miał miejsce w 1987 w Arena di Verona. Partią Despiny w Così fan tutte zadebiutowała w 1996 roku na scenie Metropolitan Opera w Nowym Jorku.
W swoim bogatym repertuarze ma zarówno utwory kompozytorów epoki wczesnego baroku (Gulio Caccini), jak i romantyzmu (Hector Berlioz, Vincenzo Bellini czy Gioacchino Rossini). Śpiewa głównie w dziełach późnego baroku (np. Rinaldo Händla) i klasycyzmu (np. Così fan tutte Mozarta). Nagrała płytę z ariami Antonia Salieriego. Szczególnie jednak ceniona jest jako interpretatorka muzyki wokalnej Antonia Vivaldiego (aria Agitata da due venti z opery Griselda lub aria Vagante Armatae face et anguibus z oratorium Juditha triumphans).
Bartoli znana jest z bardzo energicznych i brawurowych występów. 
W 2010 została laureatką prestiżowej duńskiej Nagrody Fundacji Muzycznej Léonie Sonning.
Mieszka niedaleko Zurychu razem z mężem, Oliverem Widmerem – szwajcarskim barytonem

## Odznaczenia
- Kawaler Orderu Sztuki i Literatury (Francja, 1995)
- Komandor Orderu Za Zasługi dla Kultury (Księstwo Monako, 1999)[2]
- Kawaler Orderu Zasługi Republiki Włoskiej (Włochy, 2003)[3]

## Dyskografia
- Mission (muzyka Agostino Steffani), edycja: Decca (wrzesień 2012)
- Sospiri, edycja Decca (2010)
- Sacrificium, edycja: Decca (X 2009)
- „Maria” (A Tribute to Maria Malibran), edycja: Decca (2007)
- Opera Proibita. Arias de Händel, Alessandro Scarlatti i Caldara, edycja: Decca (2005)
- Armida, edycja: Teldec classique (XI 2001)
- Live in Italy – Cecilia Bartoli, edycja: Decca (IX 2000)
- Cecilia Bartoli – The Vivaldi Album, edycja: Decca (III 2000)
- Chants d’Amour, edizione: Decca (X 2001)
- Cecilia Bartoli: Viva Vivaldi! (DVD), edycja: Naïve (25 IX 2000)
- Duos – Cecilia Bartoli & Bryn Terfel, edycja: Decca (IX 2000)
- In paradisium – Requiem, edizione: Deutsche grammophon (X de 1998)
- Arie Antiche – Se tu m’ami. Canzoni dalla collezione d'Alessandro Parisotti. Decca (XI 1990, lipiec 1991)
- Rossini Heroines, Arie da opere di Gioacchino Rossini (Decca styczeń 1992)
- Rossini Arias, arie da opere di Rossini. Decca sierpień 1989